# زمین سنج آفرودیت
زمین سنج آفرودیت (نام علمی: Zythos aphrodite) نام یک گونه از سرده زمین‌سنج‌های زیتوس است. این گونه در گینه نو و استرالیا یافت می‌شود.